# Luciano Serra, pilote
Pour plus de détails, voir Fiche technique et Distribution.
Luciano Serra, pilote (titre original : Luciano Serra pilota) est un film italien réalisé par Goffredo Alessandrini, sorti en 1938.

## Synopsis
Luciano Serra, valeureux aviateur lors de la Première Guerre mondiale, se retrouve désormais sans but. Il gagne quelque argent en assurant, à l'aide d'un modeste hydravion, le baptême de l'air de touristes en mal de sensations. En 1921, il s'embarque alors pour l'Amérique du Sud, espérant y faire fortune. Là-bas, des financiers lui proposent d'organiser un raid aérien au-dessus de l'Océan Atlantique de Rio de Janeiro à Rome. Trahi par des commanditaires sans scrupules, Luciano n'abandonne pas l'entreprise mais, il disparaît, à bord de son engin, en 1931. Très attaché à l'histoire de son père, Aldo Serra, entre à l'Académie aéronautique de Caserte et participe dès 1935 à la conquête coloniale en Éthiopie. Luciano Serra est, quant à lui, toujours vivant et se retrouve également en Abyssinie. Lors d'une opération dramatique, il sauve son fils, au mépris du danger, mais doit y laisser sa vie.

## Fiche technique
- Titre : Luciano Serra, pilote
- Titre original : Luciano Serra pilota
- Réalisation : Goffredo Alessandrini
- Supervision : Vittorio Mussolini
- Scénario : Goffredo Alessandrini, Franco Masoero, Fulvio Palmieri, Ivo Perilli, Roberto Rossellini et Cesare Giulio Viola (dialogues)
- Production : Angelo Monti pour Aquila Film
- Organisation générale : Franco Riganti
- Musique : Giulio Cesare Sonzogno
- Photographie : Ubaldo Arata -
- Prises de vues aériennes : Crescenzio Gentili
- Opérateur des prises de vues documentaires : Alberto Graziosi
- Premier assistant opérateur : Aldo Tonti
- Conseillers militaires : colonel Enrico Pizzi, lieutenant-colonel G. Bordini, lieutenant A. Moggi
- Montage : Giorgio Simonelli
- Décors : Gastone Medin
- Pays d'origine : Royaume d'Italie
- Format : Noir et blanc - Mono
- Genre : Guerre
- Durée : 102 minutes
- Date de sortie : 1938

## Distribution
- Amedeo Nazzari : Luciano Serra
- Germana Paolieri : Sandra Serra, son épouse
- Roberto Villa : Aldo Serra
- Mario Ferrari : le colonel Franco Morelli
- Guglielmo Sinaz (en) : Jose Ribera
- Egisto Olivieri : Nardini, le beau-père de Luciano Serra
- Andrea Checchi : le lieutenant Binelli
- Felice Romano : le mécanicien Mario
- Oscar Andriani : l'aumônier militaire
- Olivia Fried : Dorothy Thompson
- Nico Pepe : le comte
- Felice Minotti : Andrea
- Nicola Maldacea : un membre du club
- Beatrice Mancini : la petite amie d'Aldo (comme Bice Mancinotti)

## Autour du film
- Selon Franco Riganti, l'organisateur de la production de Luciano Serra, pilota, le film aurait été le fruit d'une initiative d'un groupe d'industriels milanais, principalement ceux de l'ANIMA (Association nationale industrielle moteurs et avions), et celle-ci avait pour but officiel de rendre hommage à l'aviation italienne[1]. Le fils du Duce, Vittorio Mussolini, lui-même lieutenant de la force aérienne durant la Guerre d'Abyssinie et homme très actif dans l'industrie cinématographique, est chargé de superviser l'élaboration du scénario. Dans le même temps, est créée l'Aquila Film, présidée par l'industriel Gianferrari, président de l'ANIMA. Le choix des producteurs se porte sur le réalisateur Goffredo Alessandrini qui devient, avec ce film, le cinéaste officiel du régime. Riganti lui associe le jeune Roberto Rossellini.
- À l'origine du scénario, on trouve un sujet écrit par un officier de retour de la campagne d'Éthiopie, le capitaine Franco Masoero. Les repérages s'effectuent, à partir du printemps 1937, en Somalie et en Éthiopie. À la suite de quoi, Alessandrini précise que certaines séquences d'action mettront en œuvre quatre mille cavaliers Galla, un millier d'Abyssins, un millier de fantassins et des escadrons de la cavalerie coloniale commandés par le major Branca, un officier qui avait déjà coopéré au film de Mario Camerini, Il grande appello (1936)[2]. Le tournage, engagé à Cinecittà en juin, va se dérouler durant de longs mois, à Arona sur le lac Majeur, à l'aéroport de Campoformido près d'Udine et à l'école militaire de Caserte. En novembre, l'équipe du film se rend en Afrique. Luciano serra, pilote sera terminé quelques jours avant sa projection au Festival de Venise en août 1938. Le film d'Alessandrini obtient la Coupe Mussolini ex aequo avec Les Dieux du stade de l'Allemande Leni Riefenstahl.
- Interrogé sur le tournage, Alessandrini déclare notamment : « C'est dans le climat incandescent de la guerre que le film trouvera sa signification la plus haute et sa spiritualité la plus profonde. Conçu sans rhétorique, mais avec une âpre humanité, le personnage de Luciano Serra (Amedeo Nazzari) […] acquerra davantage de relief et une efficacité plus sobre. »[3]
- De son côté, et, avec le recul du temps, l'historien du cinéma Jean Gili écrit ceci : « Dans un récit romanesque aux rebondissements propres aux schémas du mélodrame […] Alessandrini passe en raccourci l'histoire de l'Italie : rarement une destinée individuelle n'a été aussi fortement modelée par les mouvements de l'histoire. […] En 1938, avec Luciano Serra, la cinématographie italienne de propagande donne son meilleur film, le seul sans doute à avoir une réelle épaisseur humaine. »[4]

## Récompenses et distinctions
- Coupe Mussolini du meilleur film italien à la Mostra de Venise 1938